# Francesco Tullio Altan

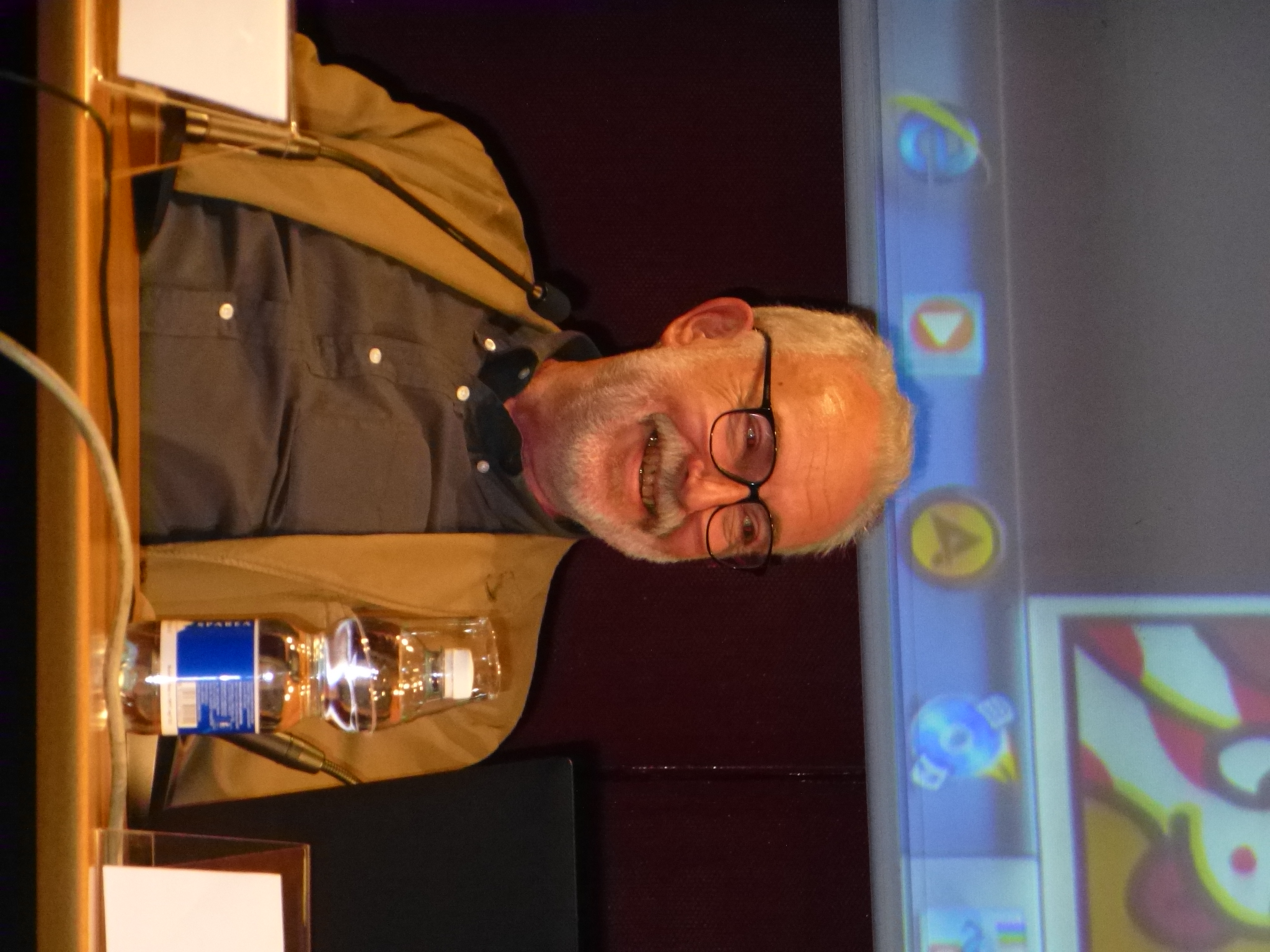
Altan (2014)

Altan (* 30. September 1942 in Treviso; eigentlich Francesco Tullio Altan) ist ein italienischer Comiczeichner.
Er begann an der Università Iuav di Venezia  ein Architekturstudium, brach dieses jedoch ab. Stattdessen arbeitete er als Bühnenbildner für Film und Fernsehen. 1970 zog er für vier Jahre nach Brasilien, wo er in einer lokalen Zeitung erste Comics veröffentlichte. 1974 entstand Pimpa für das Magazin Corriere dei Piccoli, die wöchentliche Kinder-Beilage des Corriere della Sera. Die Erlebnisse der rot-gepunkteten Hündin Pimpa sind in zahlreichen, kleinformatigen Bänden nachgedruckt und als Zeichentrickserie verfilmt worden. Für das Magazin Linus schuf Altan währenddessen satirische Comics für Erwachsene wie Cipputti oder Ada. 1988 wurde sein Album Ada im Dschungel verfilmt. Weiterhin war er als politischer Karikaturist aktiv.
Er ist der Sohn des Anthropologen Carlo Tullio-Altan (1916–2005).

## Ausstellungen
- "Animo, Cipputi! A 50-year long tale of work in Italy through Altan's drawings", bis September 2023 in der Gallery 0 der Fondazione MAST in Bologna.

## Veröffentlichungen
- 1977: Vola, uccellino! (Edizioni EL)
- 1985: Ada im Dschungel (Schreiber & Leser)
- 1988: Zorro Bolero (Schreiber & Leser)